# Sergej Afanas'ev
Sergej Andreevič Afanas'ev (in russo Сергей Андреевич Афанасьев?; Mosca, 25 marzo 1988) è un pilota automobilistico russo, vincitore del campionato 2013 di FIA GT Series, nella categoria Pro-Am, e attualmente impegnato nel TCR International Series.

## Carriera

### Gli inizi della carriera e le formule minori
Afanas'ev iniziò la sua carriera nei kart, per poi passare nel 2003 al campionato di Formula RUS. Nell'anno del debutto riuscì a conquistare tre vittorie, per poi imporsi nella categoria nel 2004. Ha inoltre partecipato a otto gare di Formula Renault Monza, per la BVM Minardi Junior Team, chiudendo l'anno al 13º posto.
L'anno seguente venne ingaggiato dal team Lukoil e disputò una stagione completa nel campionato tedesco di Formula Renault 2.0, in cui risultò decimo a fine anno, e partecipò con la stessa squadra a diverse corse del campionato europeo. Il suo miglior risultato è stato un quarto posto a Oschersleben. Rimanendo nella medesima squadra partecipò, nel 2006, alla nuova serie di Formula Renault 2.0 Northern European Cup, in cui ottenne la sua prima vittoria nella categoria, chiudendo l'anno all'ottavo posto. Contemporaneamente disputò anche dieci gare nel campionato svizzero, terminando secondo. Nel 2007 fece il suo debutto nella F3 Euro Series per la squadra HBR Motorsport, senza però riuscire a conquistare nemmeno un punto e si iscrisse al Zandvoort Marlboro Masters, ma non riuscì a qualificarsi per la gara.
Nel 2008 passò alla Formula Masters, in cui corse per due anni con il team JD Motorsport. Nella prima stagione, vinse una gara e terminò la competizione all'ottavo posto, mentre nella seconda, grazie a una maggiore costanza di risultati che lo portò a collezionare una vittoria e sette podi, divenne vice-campione della categoria. Nello stesso periodo ha inoltre gareggiato in sei gare del World Series by Renault per il team KTR, non riuscendo però a raggiungere mai la zona punti. Nel 2010, visti i buoni risultati raggiunti, partecipa al Campionato FIA di Formula 2, riuscendo a piazzarsi quattro volte sul podio, concludendo terzo. Sfiorò poi nel 2011 il titolo di Auto GP, in cui fu l'unico a vincere tre gare durante la stagione, ma non poté prendere parte all'appuntamento di Donington per problemi con il visto.

### Risultati completi

#### Riepilogo carriera
| Stagione | Serie                                     | Team                            | Gare | Vittorie | Pole | GPV | Podi | Punti | Posizione |
| -------- | ----------------------------------------- | ------------------------------- | ---- | -------- | ---- | --- | ---- | ----- | --------- |
| 2003     | Formula RUS                               | Lukoil-Serebryaniy dojd'-Junior | 14   | 0        | 1    | 1   | 5    | 39    | 4º        |
| 2004     | Formula RUS                               | Lukoil Racing Team Junior       | 14   | 10       | 11   | 12  | 14   | 63    | 1º        |
| 2004     | Formula Renault Monza                     | BVM Minardi Junior Team         | 8    | 0        | 0    | 0   | 0    | 32    | 13º       |
| 2005     | Formula Renault 2.0 Germany               | Lukoil Racing                   | 16   | 0        | 0    | 0   | 0    | 155   | 10º       |
| 2005     | Eurocup Formula Renault 2.0               | Lukoil Racing                   | 13   | 0        | 0    | 0   | 0    | 0     | 24º       |
| 2005     | Formula RUS                               | Lukoil Racing Team-Formula Rus  | 1    | 1        | 1    | 1   | 1    | 22    | 16º       |
| 2006     | Formula Renault 2.0 Northern European Cup | Lukoil Racing                   | 14   | 1        | 2    | 1   | 2    | 167   | 8º        |
| 2006     | Formule Renault 2.0 Suisse                | Lukoil Racing                   | 10   | 6        | 8    | 8   | 9    | 230   | 2º        |
| 2006     | Formula RUS                               | Formula Rus                     | 2    | 2        | 2    | 1   | 2    | 43    | 10º       |
| 2007     | Formula 3 Euro Series                     | HBR Motorsport                  | 18   | 0        | 0    | 0   | 0    | 0     | NC        |
| 2007     | Masters of Formula 3                      | HBR Motorsport                  | 1    | 0        | 0    | 0   | 0    | N/A   | NC        |
| 2008     | International Formula Master              | JD Motorsport                   | 16   | 1        | 1    | 0   | 2    | 28    | 8º        |
| 2008     | Formula Renault 3.5 Series                | KTR                             | 6    | 0        | 0    | 0   | 0    | 0     | 34º       |
| 2009     | International Formula Master              | JD Motorsport                   | 16   | 1        | 0    | 1   | 9    | 68    | 2º        |
| 2010     | Campionato FIA di Formula 2               | Lukoil                          | 18   | 0        | 1    | 1   | 4    | 157   | 3º        |
| 2011     | Auto GP                                   | DAMS                            | 12   | 3        | 1    | 1   | 4    | 117   | 3º        |

#### Risultati completi in Formula 3 Euro Series
(Il grassetto indica la pole position) (Il corsivo indica i giri veloci)
| Anno | N. | 1        | 2        | 3         | 4        | 5        | 6         | 7        | 8         | 9        | 10       | 11       | 12        | 13       | 14       | 15       | 16       | 17       | 18       | 19        | 20        | Pos. | Punti |
| ---- | -- | -------- | -------- | --------- | -------- | -------- | --------- | -------- | --------- | -------- | -------- | -------- | --------- | -------- | -------- | -------- | -------- | -------- | -------- | --------- | --------- | ---- | ----- |
| 2007 | 5  | HOC 1 17 | HOC 2 20 | BRH 1 Ret | BRH 2 16 | NOR 1 SQ | NOR 2 Rit | MAG 1 20 | MAG 2 Rit | MUG 1 17 | MUG 2 12 | ZAN 1 13 | ZAN 2 Rit | NÜR 1 14 | NÜR 2 12 | CAT 1 18 | CAT 2 12 | NOG 1 19 | NOG 2 20 | HOC 1 DNS | HOC 2 DNS | 21º  | 0     |

#### Risultati completi in Formula Renault 3.5 Series
(Il grassetto indica la pole position) (Il corsivo indica i giri veloci)
| Anno | N. | 1     | 2     | 3     | 4     | 5     | 6     | 7     | 8     | 9     | 10    | 11    | 12       | 13       | 14       | 15       | 16        | 17        | Pos. | Punti |
| ---- | -- | ----- | ----- | ----- | ----- | ----- | ----- | ----- | ----- | ----- | ----- | ----- | -------- | -------- | -------- | -------- | --------- | --------- | ---- | ----- |
| 2008 | 17 | MOZ 1 | MOZ 2 | SPA 1 | SPA 2 | MON 1 | SIL 1 | SIL 2 | HUN 1 | HUN 2 | NUR 1 | NUR 2 | LMN 1 17 | LMN 2 23 | EST 1 19 | EST 2 19 | CAT 1 Rit | CAT 2 Rit | 34º  | 0     |

#### Risultati completi in Formula Master
(Il grassetto indica la pole position) (Il corsivo indica i giri veloci)
| Anno | N. | 1         | 2       | 3         | 4         | 5       | 6       | 7        | 8        | 9        | 10       | 11        | 12      | 13       | 14      | 15        | 16      | Pos. | Punti |
| ---- | -- | --------- | ------- | --------- | --------- | ------- | ------- | -------- | -------- | -------- | -------- | --------- | ------- | -------- | ------- | --------- | ------- | ---- | ----- |
| 2008 | 5  | VAL 1 12  | VAL 2 4 | PAU 1     | PAU 2 Rit | BRN 1 9 | BRN 2 6 | EST 1 10 | EST 2 12 | BRH 1 SQ | BRH 2 12 | OSC 1 Rit | OSC 2 5 | IMO 1 12 | IMO 2 6 | MON 1 Ret | MON 2 6 | 8º   | 28    |
| 2009 | 2  | PAU 1 Rit | PAU 2 9 | VAL 1 Rit | VAL 2 3   | BRN 1 4 | BRN 2 3 | BRH 1 3  | BRH 2 3  | HUN 1 7  | HUN 2 1  | SPA 1 2   | SPA 2 4 | OSC 1 2  | OSC 2 4 | IMO 1 2   | IMO 2 3 | 2º   | 68    |

#### Risultati completi in Formula 2
(Il grassetto indica la pole position) (Il corsivo indica i giri veloci)
| Anno | N. | 1       | 2       | 3       | 4       | 5         | 6     | 7       | 8        | 9       | 10       | 11      | 12      | 13      | 14      | 15      | 16      | 17      | 18      | Pos. | Punti |
| ---- | -- | ------- | ------- | ------- | ------- | --------- | ----- | ------- | -------- | ------- | -------- | ------- | ------- | ------- | ------- | ------- | ------- | ------- | ------- | ---- | ----- |
| 2010 | 14 | SIL 1 3 | SIL 2 6 | MAR 1 8 | MAR 2 7 | MON 1 Rit | MON 2 | ZOL 1 4 | ZOL 2 15 | ALG 1 9 | ALG 2 12 | BRH 1 6 | BRH 2 5 | BRN 1 3 | BRN 2 4 | OSC 1 4 | OSC 2 3 | VAL 1 5 | VAL 2 5 | 3º   | 157   |